# EICAR (arquivo de teste)
O EICAR test file(arquivo de teste, em português) é um arquivo de 68 bytes que possui uma linha de caracteres, desenvolvido pelo European Institute of Computer Anti-Virus Research (Instituto Europeu para Pesquisa de Antivírus de Computador), é usado para testar a eficiência dos antivírus na detecção de vírus conhecidos sem qualquer risco ao computador. Usar o EICAR ao invés de um vírus real para testar um antivírus, é a garantia de que o computador não será infectado.
A linha de caracteres usada no arquivo é a seguinte:
```
X5O!P%@AP[4\PZX54(P^)7CC)7}$EICAR-STANDARD-ANTIVIRUS-TEST-FILE!$H+H*

```

Ela é inserida em qualquer editor de texto simples (bloco de notas, por exemplo), e depois o arquivo é salvo em qualquer formato (com qualquer nome). Em seguida, se faz uma verificação com o software antivírus, caso a verificação acusar o "vírus" EICAR - The Anti-Virus test file, significa que a detecção de vírus conhecidos está funcionando corretamente.
Alguns antivírus são capazes de identificar o EICAR mesmo depois de alguma alteração na linha de caracteres.
Exemplo de alteração:
```
X5O!P%@AP[4\PZX54(P^)7CC)7}$EICAR-ANTIVIRUS-TEST-FILE-ALTERADO!$H+H*

```

Caso o antivírus detecte o EICAR alterado, ele será identificado como EICAR.mod (também não causa dano ao computador).

## Eficácia
O teste não se mostra nada difícil para qualquer antivírus detectar. Em alguns casos o virus é detectado por um simples firewall ou pelo Windows Defender. Os vírus que são criados hoje não utilizam mais um simples arquivo .txt para infectar o sistema, pelo que em alguns casos o teste se torna tão ineficiente que o antivírus gera um log que diz que o arquivo não constitui um risco para o sistema. Além disso, alguns softwares antivírus podem não detectar esse software pelo fato de já o reconhecer como inofensivo para o sistema.